# Хадзу (Айти)
Хадзу (яп. 幡豆町 Хадзу-тё:) — бывший посёлок в Японии, находившийся в уезде Хадзу префектуры Айти.

## Географическое положение
Посёлок был расположен на острове Хонсю в префектуре Айти региона Тюбу. С ним граничали город Гамагори и посёлки Кира, Кота. Площадь составляла 26,05 км².

## Население
Население посёлка составляло 12 284 человека (1 мая 2010), а плотность — 471,55 чел./км². Изменение численности населения с 1980 по 2005 годы:
| 1980 | 13 591 чел. |  |
| 1985 | 13 647 чел. |  |
| 1990 | 13 569 чел. |  |
| 1995 | 13 302 чел. |  |
| 2000 | 12 987 чел. |  |
| 2005 | 12 802 чел. |  |

## Символика
Деревом посёлка считалась восковница красная, цветком — Rhododendron kaempferi.